# Thompson (Maschinenpistole)
Die Thompson-Maschinenpistole, auch Thompson Sub Machine Gun oder Tommy Gun genannt, ist eine während des Ersten Weltkriegs von John T. Thompson entwickelte US-amerikanische Maschinenpistole, die im Zweiten Weltkrieg in großer Zahl von den Alliierten Streitkräften verwendet wurde.
Vorläufer dieser Waffe waren die Colt-Thompson-Maschinenpistolen.

## Geschichte, Technik

Thompson-Maschinenpistole mit Blish-Verschluss

Während des Ersten Weltkriegs entwickelte die von General John T. Thompson gegründete Auto-Ordnance Corporation Maschinenpistolen. Die Konstruktion des Verschlusses erfolgte mit Blick auf das Patent des Blish-Verschlusses. Die ersten Prototypen der Thompson wurden in den Fertigungsstätten der Auto-Ordnance Corporation Cleveland, Ohio, hergestellt, diese später Model of 1919 genannten Waffen hatten zwei Pistolengriffe, aber noch keinen Anschlagschaft.
Die ersten Thompsons hatten einen zweiteiligen verzögerten zuschießenden Masseverschluss, bei dem ein H-förmiges Zwischenstück aus Bronze zur Verzögerung verwendet wurde. Die Magazine waren Stangenmagazine für 20/30 oder Trommelmagazine für 50/100 Patronen, die Kadenz lag bei ca. 800 Schuss/min.
Die verschiedenen Magazine wurden mit ihrer Kapazität in römischen Zahlen bezeichnet: XX (20 Schuss), XXX (30 Schuss), L (50 Schuss), C (100 Schuss)
Die großen 100-schüssigen Trommeln erwiesen sich sehr schnell als unpraktisch und wurden nur in sehr geringer Stückzahl produziert. Auch die 50-schüssigen Trommeln hatten viele Nachteile, so dass man bald die ursprünglichen 20er Stangenmagazine auf 30 Schuss verlängerte, und nur noch diese an die Soldaten ausgab.

## Produktionsbeginn bei Colt
In den Jahren 1921/1922 stellte die Colt’s Patent Firearms MFG Co. im Auftrag der Auto-Ordnance 15.000 Model of 1921-Colt-Thompson-Maschinenpistolen im Kaliber .45 ACP her. Sie kamen unter folgenden Bezeichnungen auf den Markt:
- Model of 1921 (später 1921A)
- Military Model of 1923 (längerer Lauf, nur Versuchsmodelle)
- Model of 1921 AC (C für Cutts-Mündungsbremse)
- Model of 1927 (auf Einzelfeuer abgeändert)
- U.S.Navy Model of 1928 (Waffen für die US-Marine, Schusskadenz herabgesetzt, Vorgänger der M1928A1)

## Thompson-Maschinenpistolen aus der Kriegsproduktion

### Thompson Cal. .45 Submachine Gun, M1928A1

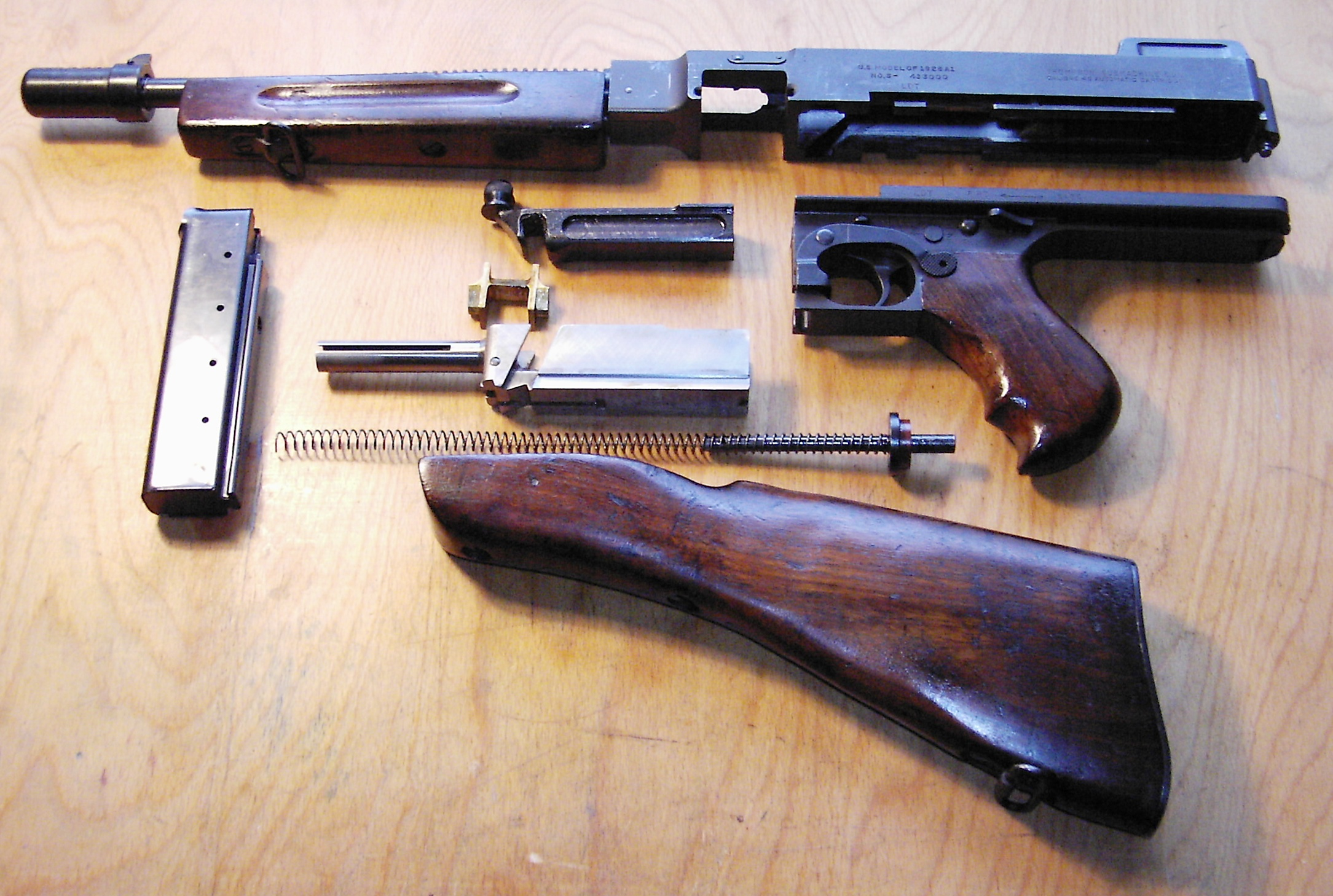
Zerlegte Thompson M1928A1, zweiteiliger Verschluss mit Zwischenstück aus Bronze

Die von Savage und der Auto-Ordnance Bridgeport hergestellte militärische Version M1928A1 entsprach großteils dem M1928. Der Pistolengriff unter dem Lauf wurde gegen einen Vorderschaft aus Holz ersetzt. Spätere Waffen wurden vereinfacht, das Visier war nicht mehr verstellbar. Sie tragen den Stempel „S“ für Savage und „AO“ für Auto-Ordnance vor der Seriennummer. Die Produktion dauerte von 1940 bis 1943, es wurden 526.511 Stück hergestellt.

### Cal. .45 Submachine Gun M1
Eine weitere Vereinfachung erfuhr die Thompson mit diesem Modell. Der verzögerte Masseverschluss wurde durch einen Masseverschluss ersetzt, der Spannhebel wurde rechts seitlich angebracht und der Kolben war nicht mehr abnehmbar, sondern fest mit dem unteren Rahmenteil verschraubt. Zudem konnten keine Trommelmagazine mehr eingesetzt werden, als Ersatz wurden 30-Schuss-Stangen-Magazine ausgegeben. Die Kadenz der Waffe lag bei 600–700 Schuss/Min. Produktion 1942–1943: 285.480 Stück.

### Cal. .45 Submachine Gun M1A1
Bei dieser weiterhin vereinfachten Waffe wurde der bewegliche Zündstift durch einen festen Vorsprung am Stoßboden des Verschlusses ersetzt. Produktion 1942–1944: 539.143 Stück.
Die Cal. .45 Submachine Gun M1 und M1A1 konnten nur mit den XX 20-Schuss- und XXX 30-Schuss-Stangenmagazinen geschossen werden. Die Bezeichnungen XX, XXX geben die Magazinkapazität in römischen Zahlen an.

### Prototypen, Versuche
- 1940 wurde bei der Auto-Ordnance ein Model of 1940 mit einem Masseverschluss im 1928A1-Gehäuse hergestellt.
- Unter der Bezeichnung M1A2 stellte die Auto-Ordnance der U.S. Navy eine M1 mit einem Gehäuse aus rostfreiem Stahl vor.
- Bei einigen von Auto-Ordnance hergestellten M1-Waffen konnte der Spannhebel links und rechts austauschbar eingesetzt werden.
- Zur Evaluation der Thompson-Ersatzwaffe entwickelte die Auto-Ordnance eine vollgeschäftete Maschinenpistole mit einem rohrförmigen Verschlussgehäuse und Masseverschluss, die gegenüber der Grease Gun erfolglose T2 Thompson.
- Anfang 1941 stellte Savage Arms 40 M1A1-Thompsons mit einem Gehäuse aus Leichtmetall und Kunststoffgriffen her.
- Im Oktober 1941 erhielt Savage Arms eine Bestellung von 12.000 M1A1-Thompsons im Kaliber 9 × 19 mm. Interessanterweise befindet sich der Ladehebel wie bei der Thompson mit verzögerten Masseverschluss oben auf dem Verschlussgehäuse und nicht seitlich. Das Kurvenmagazin fasst 30 Patronen. Einige dieser Waffen wurden hergestellt, weitere Informationen fehlen.

## Verwendung

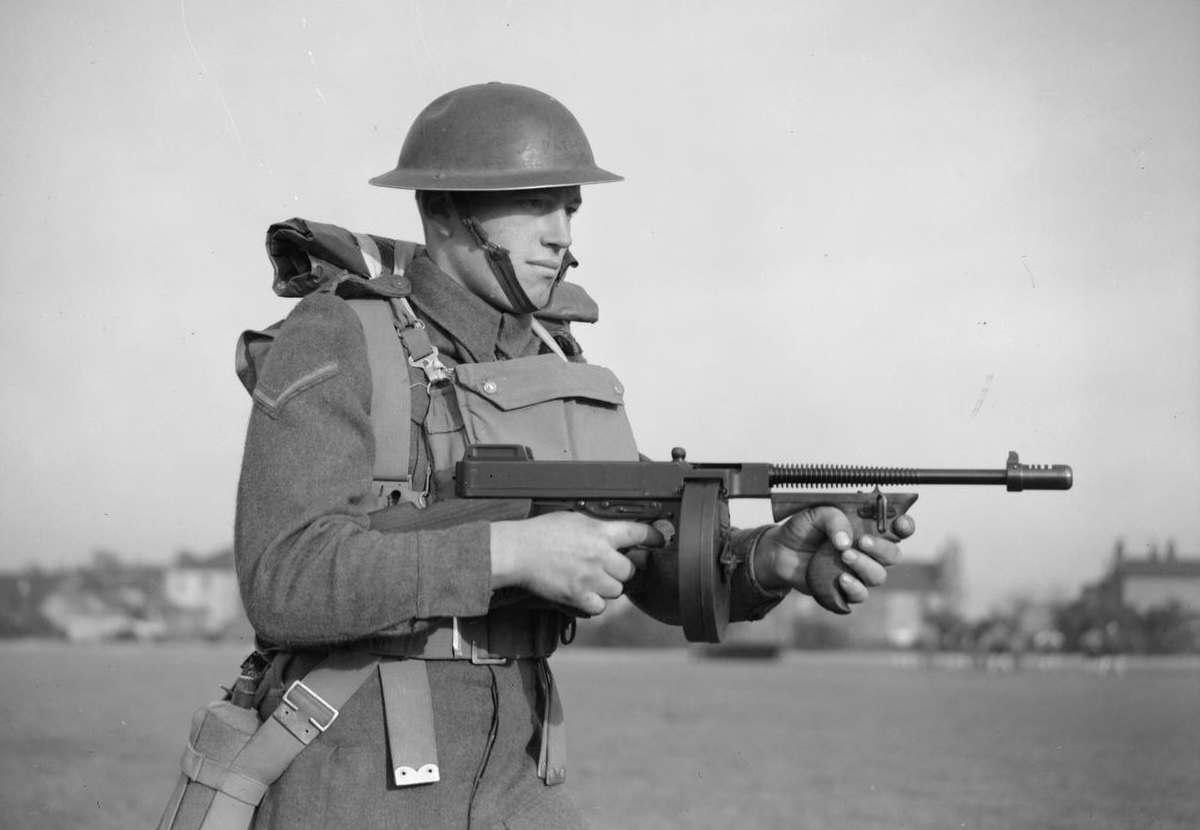
Ein Lance Corporal der britischen Armee mit einer Thompson M1928, Ende 1940, frühe Waffe mit Trommelmagazin und Pistolengriff vorne

Von Beginn des Zweiten Weltkrieges an wurde die Thompson überwiegend von den Commonwealth-Staaten verwendet, besonders Kommandoeinheiten und der SAS wurden damit ausgerüstet. Später wurden sie auch von den US-Streitkräften als Standard-Maschinenpistole eingesetzt, sie ging auch in großer Zahl an andere Armeen der Alliierten. Viele Thompson wurden in die UdSSR geliefert. Als Beutewaffen wurden sie auch von der deutschen Wehrmacht eingesetzt. Mit dem Produktionsbeginn der M3 („Grease Gun“) wurde die Produktion der Thompson gegen Ende des Krieges eingestellt. Nach dem Zweiten Weltkrieg wurde die Maschinenpistole im Korea- und inoffiziell im Vietnamkrieg eingesetzt.
In den Vereinigten Staaten wurde die Thompson auch von nichtmilitärischen staatlichen Stellen verwendet. Beim FBI war sie bis 1976 im Einsatz. Die Thompsons in Staatsbesitz wurden zerstört oder an Sammler und Museen verkauft, einige wenige werden noch für Ausbildungszwecke verwendet. Aufgrund ihrer Seltenheit, ihrer Fertigungsqualität und ihrer Geschichte ist eine originale Colt-Thompson Model 1921 oder 1928 ein begehrtes Sammlerobjekt.
Bei der Wehrmacht wurden aus verschiedenen Nationen unterschiedliche Varianten der Thompson-Maschinenpistole offiziell verzeichnet und auch als Beutewaffe genutzt. Eine Übersicht dazu findet sich in der Liste von Maschinenpistolen gemäß den Kennblättern fremden Geräts D 50/1.

## Nachkriegsproduktion
Die Numrich Arms Corporation, West Hurley, NY, erwarb 1951 Ersatzteilrestbestände der M1928A1- und M1A1-Modelle und stellte daraus Waffen für Polizeieinheiten und andere öffentliche Dienste her. 1974 brachte sie eine halbautomatische Version der Thompson in den Kalibern .45 und .22 lfB auf den Markt.
Auch die Firma Kahr Arms, Worcester, MA, stellt in ihrer Auto-Ordnance-Division unter der Bezeichnung Thompson Carbines diverse halbautomatische Waffen wie die 1927 A-1 Commando, den Chicago Typewriter und andere Varianten für den Privatmarkt her. Um den amerikanischen Gesetzen zu genügen, müssen die Läufe dieser Waffen mindestens 16 Zoll (etwa 41 cm) messen. Alle diese Waffen haben einen aufschießenden Masseverschluss und der Schlossmechanismus erlaubt nur Einzelfeuer.

## In der Populärkultur
In dem 1978 von Warren Zevon veröffentlichten Lied Roland the Headless Thompson Gunner geht es um einen Söldner, der mit einer Thompson-Maschinenpistole kämpft und von seinem Widersacher getötet wird, indem ihm der Kopf weggeschossen wird. Roland streift daraufhin als kopfloses Phantom durch die Nacht, erschießt seinen Mörder und ist als Phantom an weiteren Konflikten beteiligt.